# سال زيزو
سال زيزو (بالإنجليزية: Sal Zizzo)‏ (مواليد 3 أبريل 1987 في سان دييغو - أمريكا) لاعب كرة قدم أمريكي يلعب حاليا لصالح نادي الدرجة الأولى هانوفر الألماني منذ 2007 في مركز المهاجم كما يجيد اللعب في مركز الوسط المهاجم .

## وصلات خارجية
- سال زيزو على موقع الدوري الأمريكي (الإنجليزية)
- سال زيزو على موقع قاعدة بيانات كرة القدم.إي يو (الإنجليزية)
- سال زيزو على موقع ناشيونال فوتبول تيمز (الإنجليزية)
- سال زيزو على موقع Soccerbase.com (لاعب) (الإنجليزية)
- سال زيزو على موقع Soccerway.com (الإنجليزية)
- سال زيزو على موقع عالم كرة القدم.نت (الإنجليزية)
- سال زيزو على موقع AS.com (الإسبانية)